# Ellen Margrethe Stein
Ellen Margrethe Stein, född  8 oktober 1893 i Köpenhamn, död 29 mars 1979 i Hellerup, var en dansk skådespelerska.

## Rollista i urval
- 1937 – En fuldendt gentleman
- 1945 – Den osynliga armén
- 1946 – Op med lille Martha
- 1947 – Soldaten och Jenny
- 1949 – Kampen mot orätten
- 1953 – Kärlekskarusell
- 1965 – Ballerina
- 1972 – Balladen om den glada krogen
- 1973 – Achilleshælen er mit våben
- 1973 – Jag och maffian